# A Kind of Magic (песня)
«A Kind of Magic» — песня группы Queen с одноимённого альбома 1986 года. Написана Роджером Тейлором специально для фильма «Горец», для которого группа Queen записывала саундтрек. Фраза «A kind of magic» произносилась в фильме Кристофером Ламбертом и так понравилась Тейлору, что он создал целую песню. Ссылки на фильм проявляются в песне, например, во фразах «one prize, one goal»; «no mortal man can win this day», «there can be only one».
«A Kind of Magic» вошла в сборник Greatest Hits II, где является вступительной композицией.

## Видеоклип
Видеоклип в своё время был очень современным и использовал новейшие для того времени спецэффекты. Сюжет: призрак бывшей звезды театра (Фредди Меркьюри) заходит в заброшенное здание театра, где остальные музыканты представлены в виде бродяг, живущих там. Он превращает бездомных в настоящих музыкантов, а помещение — в концертный зал, и создаёт нарисованных танцоров. В конце клипа всё возвращается к первоначальному виду.

## Дополнительные факты
- В интервью телеканалу «Москва-24» озвучено, что эта песня — любимая песня Владимира Путина (из репертуара группы)[5].